# Euchloe daphalis
Euchloe daphalis là một loài bướm thuộc họ Pieridae. Nó được tìm thấy ở western Pamirs, northern Afghanistan, Pakistan và Ấn Độ. It is found on arid slopes up to heights of 2,500 to 3,000 meters.
Con trưởng thành bay từ tháng 6 đến tháng 7.

## Hình ảnh

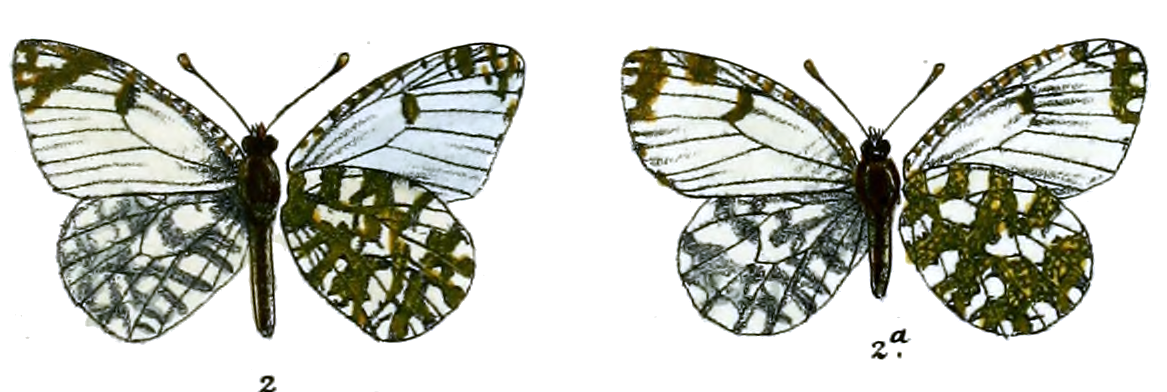
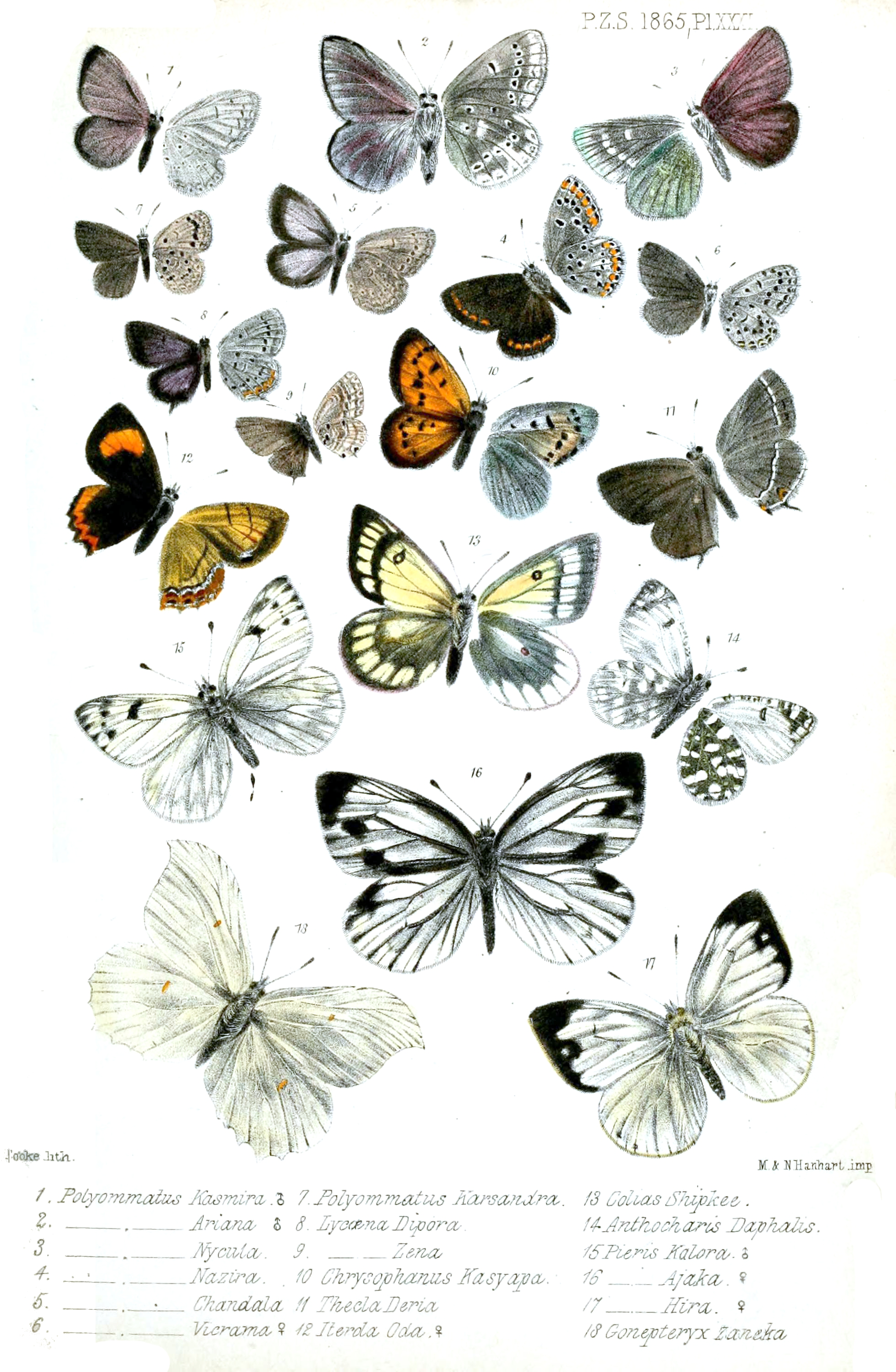